# Couche électronique
Pour un article plus général, voir Configuration électronique.

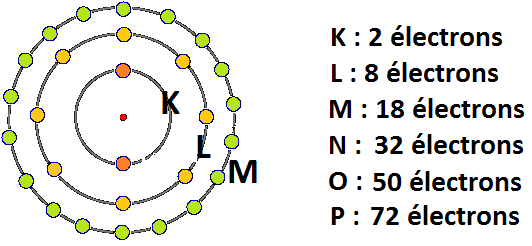

Modèle de Bohr d'un atome à trois couches électroniques.

En chimie et en physique atomique, une couche électronique d'un atome est l'ensemble des orbitales atomiques partageant un même nombre quantique principal n ; les orbitales partageant en plus un même nombre quantique azimutal ℓ forment une sous-couche électronique. Les termes couche et sous-couche sont hérités de la théorie des quanta du début du XXe siècle, et notamment des développements théoriques introduits par Arnold Sommerfeld autour du modèle de Bohr, qui expliquaient la structure fine des raies spectrales de l'atome d'hydrogène et des ions hydrogénoïdes par la quantification des niveaux d'énergie des électrons autour des noyaux atomiques en fonction de nombres quantiques.
Les couches électroniques sont identifiées par leur nombre quantique n, valant 1, 2, 3, etc. ou, historiquement, par les lettres K, L, M, etc. utilisées en spectroscopie des rayons X. Elles correspondent à une énergie croissante, qui se traduit par un éloignement croissant au noyau atomique. La couche K, pour laquelle n = 1, est la plus proche du noyau, et les couches L, M, N, O, P, Q et R correspondant à n = 2, 3, 4, 5, 6, 7 et 8, s'agencent par distance croissante au noyau de manière concentrique. Chaque couche électronique peut contenir un nombre maximum d'électrons égal à 2n2 : la couche K peut ainsi contenir jusqu'à 2 électrons, la couche L jusqu'à 8 électrons, la couche M jusqu'à 18 électrons, la couche N jusqu'à 32 électrons, la couche O jusqu'à 50 électrons, la couche P jusqu'à 72 électrons, la couche Q jusqu'à 98 électrons et la couche R jusqu’à 128 électrons.
Si le nombre n ne peut dépasser 7 pour les atomes à l'état fondamental, il peut prendre des valeurs bien plus élevées dans le cas d'atomes excités, comme c'est notamment le cas pour les atomes de Rydberg. Hormis pour les éléments de transition, la couche électronique la plus externe d'un atome est appelée couche de valence ; le nombre d'électrons qui l'occupent détermine les propriétés chimiques de l'atome : les éléments chimiques dont la couche de valence n'est occupée que par un électron — l'hydrogène et les métaux alcalins — sont les plus réactifs, tandis que ceux dont la couche de valence est saturée d'électrons — les gaz nobles — tendent à être chimiquement inertes.
Les couches électroniques, définies par le nombre n, ne permettent pas à elles seules de rendre compte des observations spectroscopiques. Outre le nombre ℓ azimutal, qui permet de distinguer les sous-couches électroniques, les électrons sont également définis par le nombre quantique magnétique mℓ et le nombre quantique magnétique de spin ms. Ces quatre nombres quantiques (n, ℓ, mℓ, ms) permettent de modéliser la configuration électronique des atomes électriquement neutres à l'état fondamental au moyen de la règle de Klechkowski, de la première règle de Hund et du principe d'exclusion de Pauli ; la distribution des électrons par couches électroniques des éléments chimiques à l'état fondamental est ainsi la suivante :
| Élément chimique | Élément chimique | Élément chimique | Famille d'éléments     | Électrons par couche[2]       | Ligne | Colonne (groupe) |
| ---------------- | ---------------- | ---------------- | ---------------------- | ----------------------------- | ----- | ---------------- |
| 1                | H                | Hydrogène        | Non-métal              | 1                             | 1     | I A              |
| 2                | He               | Hélium           | Gaz noble              | 2                             | 1     | O                |
| 3                | Li               | Lithium          | Métal alcalin          | 2, 1                          | 2     | I A              |
| 4                | Be               | Béryllium        | Métal alcalino-terreux | 2, 2                          | 2     | II A             |
| 5                | B                | Bore             | Métalloïde             | 2, 3                          | 2     | III B            |
| 6                | C                | Carbone          | Non-métal              | 2, 4                          | 2     | IV B             |
| 7                | N                | Azote            | Non-métal              | 2, 5                          | 2     | V B              |
| 8                | O                | Oxygène          | Non-métal              | 2, 6                          | 2     | VI B             |
| 9                | F                | Fluor            | Halogène               | 2, 7                          | 2     | VII B            |
| 10               | Ne               | Néon             | Gaz noble              | 2, 8                          | 2     | O                |
| 11               | Na               | Sodium           | Métal alcalin          | 2, 8, 1                       | 3     | I A              |
| 12               | Mg               | Magnésium        | Métal alcalino-terreux | 2, 8, 2                       | 3     | II A             |
| 13               | Al               | Aluminium        | Métal pauvre           | 2, 8, 3                       | 3     | III B            |
| 14               | Si               | Silicium         | Métalloïde             | 2, 8, 4                       | 3     | IV B             |
| 15               | P                | Phosphore        | Non-métal              | 2, 8, 5                       | 3     | V B              |
| 16               | S                | Soufre           | Non-métal              | 2, 8, 6                       | 3     | VI B             |
| 17               | Cl               | Chlore           | Halogène               | 2, 8, 7                       | 3     | VII B            |
| 18               | Ar               | Argon            | Gaz noble              | 2, 8, 8                       | 3     | O                |
| 19               | K                | Potassium        | Métal alcalin          | 2, 8, 8, 1                    | 4     | I A              |
| 20               | Ca               | Calcium          | Métal alcalino-terreux | 2, 8, 8, 2                    | 4     | II A             |
| 21               | Sc               | Scandium         | Métal de transition    | 2, 8, 9, 2                    | 4     | III A            |
| 22               | Ti               | Titane           | Métal de transition    | 2, 8, 10, 2                   | 4     | IV A             |
| 23               | V                | Vanadium         | Métal de transition    | 2, 8, 11, 2                   | 4     | V A              |
| 24               | Cr               | Chrome           | Métal de transition    | 2, 8, 13, 1                   | 4     | VI A             |
| 25               | Mn               | Manganèse        | Métal de transition    | 2, 8, 13, 2                   | 4     | VII A            |
| 26               | Fe               | Fer              | Métal de transition    | 2, 8, 14, 2                   | 4     | VII              |
| 27               | Co               | Cobalt           | Métal de transition    | 2, 8, 15, 2                   | 4     | VII              |
| 28               | Ni               | Nickel           | Métal de transition    | 2, 8, 16, 2 ou 2, 8, 17, 1[b] | 4     | VII              |
| 29               | Cu               | Cuivre           | Métal de transition    | 2, 8, 18, 1                   | 4     | I B              |
| 30               | Zn               | Zinc             | Métal pauvre           | 2, 8, 18, 2                   | 4     | II B             |
| 31               | Ga               | Gallium          | Métal pauvre           | 2, 8, 18, 3                   | 4     | III B            |
| 32               | Ge               | Germanium        | Métalloïde             | 2, 8, 18, 4                   | 4     | IV B             |
| 33               | As               | Arsenic          | Métalloïde             | 2, 8, 18, 5                   | 4     | V B              |
| 34               | Se               | Sélénium         | Non-métal              | 2, 8, 18, 6                   | 4     | VI B             |
| 35               | Br               | Brome            | Halogène               | 2, 8, 18, 7                   | 4     | VII B            |
| 36               | Kr               | Krypton          | Gaz noble              | 2, 8, 18, 8                   | 4     | O                |
| 37               | Rb               | Rubidium         | Métal alcalin          | 2, 8, 18, 8, 1                | 5     | I A              |
| 38               | Sr               | Strontium        | Métal alcalino-terreux | 2, 8, 18, 8, 2                |       |                  |
| 39               | Y                | Yttrium          | Métal de transition    | 2, 8, 18, 9, 2                |       |                  |
| 40               | Zr               | Zirconium        | Métal de transition    | 2, 8, 18, 10, 2               |       |                  |
| 41               | Nb               | Niobium          | Métal de transition    | 2, 8, 18, 12, 1               |       |                  |
| 42               | Mo               | Molybdène        | Métal de transition    | 2, 8, 18, 13, 1               |       |                  |
| 43               | Tc               | Technétium       | Métal de transition    | 2, 8, 18, 13, 2               |       |                  |
| 44               | Ru               | Ruthénium        | Métal de transition    | 2, 8, 18, 15, 1               |       |                  |
| 45               | Rh               | Rhodium          | Métal de transition    | 2, 8, 18, 16, 1               |       |                  |
| 46               | Pd               | Palladium        | Métal de transition    | 2, 8, 18, 18                  |       |                  |
| 47               | Ag               | Argent           | Métal de transition    | 2, 8, 18, 18, 1               |       |                  |
| 48               | Cd               | Cadmium          | Métal pauvre           | 2, 8, 18, 18, 2               |       |                  |
| 49               | In               | Indium           | Métal pauvre           | 2, 8, 18, 18, 3               |       |                  |
| 50               | Sn               | Étain            | Métal pauvre           | 2, 8, 18, 18, 4               |       |                  |
| 51               | Sb               | Antimoine        | Métalloïde             | 2, 8, 18, 18, 5               |       |                  |
| 52               | Te               | Tellure          | Métalloïde             | 2, 8, 18, 18, 6               |       |                  |
| 53               | I                | Iode             | Halogène               | 2, 8, 18, 18, 7               |       |                  |
| 54               | Xe               | Xénon            | Gaz noble              | 2, 8, 18, 18, 8               |       |                  |
| 55               | Cs               | Césium           | Métal alcalin          | 2, 8, 18, 18, 8, 1            |       |                  |
| 56               | Ba               | Baryum           | Métal alcalino-terreux | 2, 8, 18, 18, 8, 2            |       |                  |
| 57               | La               | Lanthane         | Lanthanide             | 2, 8, 18, 18, 9, 2            |       |                  |
| 58               | Ce               | Cérium           | Lanthanide             | 2, 8, 18, 19, 9, 2            |       |                  |
| 59               | Pr               | Praséodyme       | Lanthanide             | 2, 8, 18, 21, 8, 2            |       |                  |
| 60               | Nd               | Néodyme          | Lanthanide             | 2, 8, 18, 22, 8, 2            |       |                  |
| 61               | Pm               | Prométhium       | Lanthanide             | 2, 8, 18, 23, 8, 2            |       |                  |
| 62               | Sm               | Samarium         | Lanthanide             | 2, 8, 18, 24, 8, 2            |       |                  |
| 63               | Eu               | Europium         | Lanthanide             | 2, 8, 18, 25, 8, 2            |       |                  |
| 64               | Gd               | Gadolinium       | Lanthanide             | 2, 8, 18, 25, 9, 2            |       |                  |
| 65               | Tb               | Terbium          | Lanthanide             | 2, 8, 18, 27, 8, 2            |       |                  |
| 66               | Dy               | Dysprosium       | Lanthanide             | 2, 8, 18, 28, 8, 2            |       |                  |
| 67               | Ho               | Holmium          | Lanthanide             | 2, 8, 18, 29, 8, 2            |       |                  |
| 68               | Er               | Erbium           | Lanthanide             | 2, 8, 18, 30, 8, 2            |       |                  |
| 69               | Tm               | Thulium          | Lanthanide             | 2, 8, 18, 31, 8, 2            |       |                  |
| 70               | Yb               | Ytterbium        | Lanthanide             | 2, 8, 18, 32, 8, 2            |       |                  |
| 71               | Lu               | Lutécium         | Lanthanide             | 2, 8, 18, 32, 9, 2            |       |                  |
| 72               | Hf               | Hafnium          | Métal de transition    | 2, 8, 18, 32, 10, 2           |       |                  |
| 73               | Ta               | Tantale          | Métal de transition    | 2, 8, 18, 32, 11, 2           |       |                  |
| 74               | W                | Tungstène        | Métal de transition    | 2, 8, 18, 32, 12, 2           |       |                  |
| 75               | Re               | Rhénium          | Métal de transition    | 2, 8, 18, 32, 13, 2           |       |                  |
| 76               | Os               | Osmium           | Métal de transition    | 2, 8, 18, 32, 14, 2           |       |                  |
| 77               | Ir               | Iridium          | Métal de transition    | 2, 8, 18, 32, 15, 2           |       |                  |
| 78               | Pt               | Platine          | Métal de transition    | 2, 8, 18, 32, 17, 1           |       |                  |
| 79               | Au               | Or               | Métal de transition    | 2, 8, 18, 32, 18, 1           |       |                  |
| 80               | Hg               | Mercure          | Métal pauvre           | 2, 8, 18, 32, 18, 2           |       |                  |
| 81               | Tl               | Thallium         | Métal pauvre           | 2, 8, 18, 32, 18, 3           |       |                  |
| 82               | Pb               | Plomb            | Métal pauvre           | 2, 8, 18, 32, 18, 4           |       |                  |
| 83               | Bi               | Bismuth          | Métal pauvre           | 2, 8, 18, 32, 18, 5           |       |                  |
| 84               | Po               | Polonium         | Métal pauvre           | 2, 8, 18, 32, 18, 6           |       |                  |
| 85               | At               | Astate           | Métalloïde             | 2, 8, 18, 32, 18, 7           |       |                  |
| 86               | Rn               | Radon            | Gaz noble              | 2, 8, 18, 32, 18, 8           |       |                  |
| 87               | Fr               | Francium         | Métal alcalin          | 2, 8, 18, 32, 18, 8, 1        |       |                  |
| 88               | Ra               | Radium           | Métal alcalino-terreux | 2, 8, 18, 32, 18, 8, 2        |       |                  |
| 89               | Ac               | Actinium         | Actinide               | 2, 8, 18, 32, 18, 9, 2        |       |                  |
| 90               | Th               | Thorium          | Actinide               | 2, 8, 18, 32, 18, 10, 2       |       |                  |
| 91               | Pa               | Protactinium     | Actinide               | 2, 8, 18, 32, 20, 9, 2        |       |                  |
| 92               | U                | Uranium          | Actinide               | 2, 8, 18, 32, 21, 9, 2        |       |                  |
| 93               | Np               | Neptunium        | Actinide               | 2, 8, 18, 32, 22, 9, 2        |       |                  |
| 94               | Pu               | Plutonium        | Actinide               | 2, 8, 18, 32, 24, 8, 2        |       |                  |
| 95               | Am               | Américium        | Actinide               | 2, 8, 18, 32, 25, 8, 2        |       |                  |
| 96               | Cm               | Curium           | Actinide               | 2, 8, 18, 32, 25, 9, 2        |       |                  |
| 97               | Bk               | Berkélium        | Actinide               | 2, 8, 18, 32, 27, 8, 2        |       |                  |
| 98               | Cf               | Californium      | Actinide               | 2, 8, 18, 32, 28, 8, 2        |       |                  |
| 99               | Es               | Einsteinium      | Actinide               | 2, 8, 18, 32, 29, 8, 2        |       |                  |
| 100              | Fm               | Fermium          | Actinide               | 2, 8, 18, 32, 30, 8, 2        |       |                  |
| 101              | Md               | Mendélévium      | Actinide               | 2, 8, 18, 32, 31, 8, 2        |       |                  |
| 102              | No               | Nobélium         | Actinide               | 2, 8, 18, 32, 32, 8, 2        |       |                  |
| 103              | Lr               | Lawrencium       | Actinide               | 2, 8, 18, 32, 32, 8, 3        |       |                  |
| 104              | Rf               | Rutherfordium    | Métal de transition    | 2, 8, 18, 32, 32, 10, 2       |       |                  |
| 105              | Db               | Dubnium          | Métal de transition    | 2, 8, 18, 32, 32, 11, 2       |       |                  |
| 106              | Sg               | Seaborgium       | Métal de transition    | 2, 8, 18, 32, 32, 12, 2       |       |                  |
| 107              | Bh               | Bohrium          | Métal de transition    | 2, 8, 18, 32, 32, 13, 2       |       |                  |
| 108              | Hs               | Hassium          | Métal de transition    | 2, 8, 18, 32, 32, 14, 2       |       |                  |
| 109              | Mt               | Meitnerium       | Indéterminée           | 2, 8, 18, 32, 32, 15, 2       |       |                  |
| 110              | Ds               | Darmstadtium     | Indéterminée           | 2, 8, 18, 32, 32, 16, 2       |       |                  |
| 111              | Rg               | Roentgenium      | Indéterminée           | 2, 8, 18, 32, 32, 17, 2       |       |                  |
| 112              | Cn               | Copernicium      | Métal de transition    | 2, 8, 18, 32, 32, 18, 2       |       |                  |
| 113              | Nh               | Nihonium         | Indéterminée           | 2, 8, 18, 32, 32, 18, 3       |       |                  |
| 114              | Fl               | Flérovium        | Indéterminée           | 2, 8, 18, 32, 32, 18, 4       |       |                  |
| 115              | Mc               | Moscovium        | Indéterminée           | 2, 8, 18, 32, 32, 18, 5       |       |                  |
| 116              | Lv               | Livermorium      | Indéterminée           | 2, 8, 18, 32, 32, 18, 6       |       |                  |
| 117              | Ts               | Tennesse         | Indéterminée           | 2, 8, 18, 32, 32, 18, 7       |       |                  |
| 118              | Og               | Oganesson        | Indéterminée           | 2, 8, 18, 32, 32, 18, 8       |       |                  |